# شبه‌جزیره تایمیر

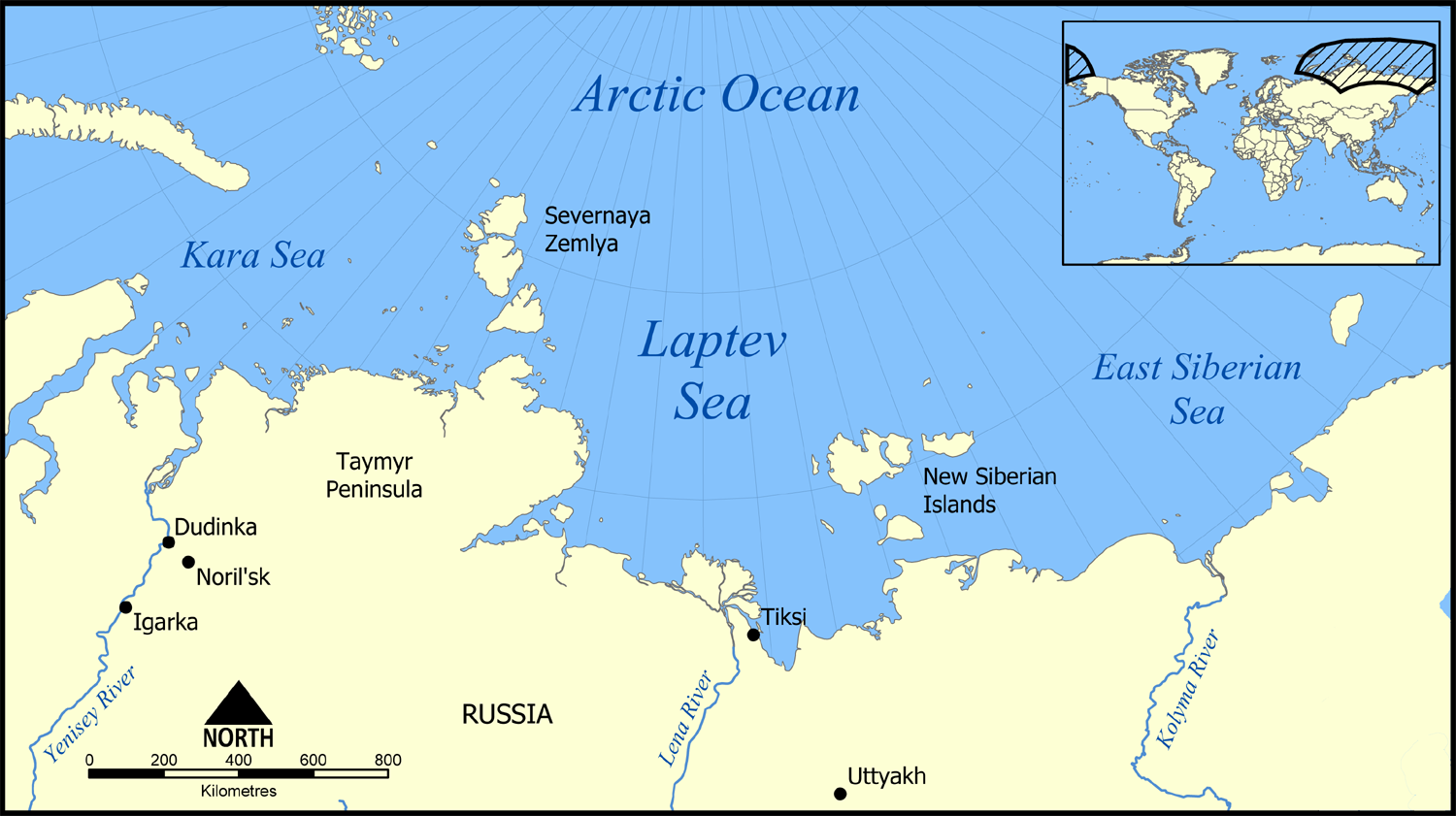
موقعیت شبه‌جزیرهٔ تایمیر

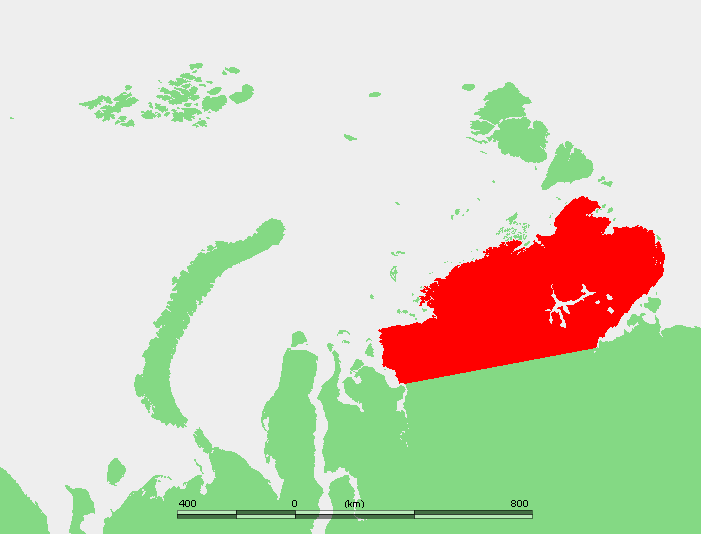
شبه‌جزیرهٔ تایمیر با رنگ قرمز مشخص شده‌است.

شبه‌جزیره تایمیر (به روسی: Полуостров Таймыр یا Таймырский полуостров)، شبه‌جزیره‌ای در شمالی‌ترین نقطهٔ اوراسیا در شمال مرکزی سیبری در سرزمین کراسنویارسک در شمال مرکزی روسیه است که دماغه چلیوسکین، شمالی‌ترین نقطهٔ این شبه‌جزیره را تشکیل می‌دهد. این شبه‌جزیره همچنین شمالی‌ترین نقطهٔ سرزمین اصلی آسیاست و تنگه ویلکیتسکی و جزایر سورنایا زملیا در شمال آن واقعند. دریای کارا و خلیج ینی‌سئی در غرب و دریای لاپتف و خلیج خاتانگا در شرق شبه‌جزیرهٔ تایمیر قرار دارند. این شبه‌جزیره همچنین در مدخل دو رود ینی‌سئی و خاتانگا وقع شده و تا اقیانوس منجمد شمالی گسترش یافته‌است.
شبه‌جزیرهٔ تایمیر مساحتی در حدود ۴۰۰ هزار کیلومتر مربع را در بر می‌گیرد که بیشترش توسط توندرا پوشیده شده‌است. کوه‌های بیرانگا با ارتفاعی بین ۵۰۰ تا ۱۱۵۰ متر در مرکز تایمیر قرار گرفته‌اند و زمین‌های پست توندرایی شمال و جنوب آن‌ها را در بر می‌گیرند. همچنین رود تایمیر در این شبه‌جزیره جاری است.
شهر دودینکا مرکز شبه‌جزیرهٔ تایمیر است و اقتصاد منطقه به مواردی همچون استخراج معادن و نفت، ماهیگیری، تولید محصولات لبنی و خز در کنار فعالیت‌های سنتی‌ای همچون پرورش و به دام‌اندازی گوزن شمالی وابسته است.